# Apostolische Präfektur Xiangtan
Die Apostolische Präfektur Xiangtan (lat.: Apostolica Praefectura Siangtanensis) ist eine in der Volksrepublik China gelegene römisch-katholische Apostolische Präfektur mit Sitz in Xiangtan.

## Geschichte
Die Apostolische Präfektur Xiangtan wurde am 1. Juli 1937 durch Papst Pius XI. mit der Apostolischen Konstitution Ad evangelicam veritatem aus Gebietsabtretungen des Apostolischen Vikariates Changsha errichtet.

## Apostolische Präfekten von Xiangtan
- Pacifico Calzolari OFM, 1938–1965
- Sedisvakanz, seit 1965